# Tașbunar, Ismail
Tașbunar (în bulgară Ташбунар, în ucraineană Кам'янка, transliterat: Kameanka) este un sat în comuna Sofian-Trubaiovca din raionul Ismail, regiunea Odesa, Ucraina. Are 3,478 locuitori, preponderent bulgari.
Satul este situat la o altitudine de 23 metri, în partea central-nordică a raionului Ismail. El se află la o distanță de 30 km nord-est de centrul raional Ismail. Prin această localitate trece drumul național Ismail-Cetatea Albă. Teritoriul acestei localități este traversat de râul Tașbunar, care se varsă în Lacul Catalpug, în dreptul localității Erdec-Burnu.
Până în anul 1947 satul a purtat denumirea oficială de Tașbunar (în ucraineană Ташбунар), în acel an el fiind redenumit Kamianka.  De această comună depinde administrativ satul Șichirlichitai-Noi.

## Istoric
Localitatea Tașbunar se află pe teritoriul regiunii istorice Bugeac (Basarabia de sud) a Principatului Moldovei. În secolele XVI-XVIII, pe teritoriul actualului sat a existat o tabără a tătarilor nogai, cu numele de Tașbunar.
Prin Tratatul de pace de la București, semnat pe 16/28 mai 1812, între Imperiul Rus și Imperiul Otoman, la încheierea războiului ruso-turc din 1806 – 1812, Rusia a ocupat teritoriul de est al Moldovei dintre Prut și Nistru, pe care l-a alăturat Ținutului Hotin și Basarabiei/Bugeacului luate de la turci, denumind ansamblul Basarabia (în 1813) și transformându-l într-o gubernie împărțită în zece ținuturi (Hotin, Soroca, Bălți, Orhei, Lăpușna, Tighina, Cahul, Bolgrad, Chilia și Cetatea Albă, capitala guberniei fiind stabilită la Chișinău).
La începutul secolului al XIX-lea, conform recensământului efectuat de către autoritățile țariste în anul 1817, satul Tașbunar făcea parte din Ocolul Izmailului a Ținutului Ismail .
Pentru a-și consolida stăpânirea asupra Basarabiei, autoritățile țariste au sprijinit începând de la începutul războiului stabilirea în sudul Basarabiei a familiilor de imigranți bulgari și găgăuzi din sudul Dunării, aceștia primind terenuri de la ocupanții ruși ai Basarabiei. Satul Tașbunar a fost fondat în anul 1811 de către coloniști bulgari și găgăuzi. După război, în colonie au venit bulgari din Macedonia care au solicitat protecție Rusiei. În anul 1825, aici existau 105 case în care trăiau 761 persoane.
În intervalul 1828-1834 au sosit în colonie alte 35 de familii. Fiecare colonist a primit dreptul de utilizare gratuită a 60 de acri de teren , fiind scutiți de serviciul militar și de impozite (pe timp de 10 ani). Coloniștii s-au ocupat în principal cu creșterea vitelor (ovine și bovine) și cu agricultura (cultivarea de porumb, grâu de iarnă, orz, varză, roșii, ardei, ceapă). Condițiile climatice favorabile au contribuit și la dezvoltarea horticulturii, viticulturii și sericiculturii.
În urma Tratatului de la Paris din 1856, care încheia Războiul Crimeii (1853-1856), Rusia a retrocedat Moldovei o fâșie de pământ din sud-vestul Basarabiei (cunoscută sub denumirea de Cahul, Bolgrad și Ismail). În urma acestei pierderi teritoriale, Rusia nu a mai avut acces la gurile Dunării. În urma Unirii Moldovei cu Țara Românească din 1859, acest teritoriu a intrat în componența noului stat România (numit până în 1866 "Principatele Unite ale Valahiei și Moldovei").
În perioada 1856-1878 au existat nemulțumiri în rândul etnicilor bulgari, cauzată în principal de încercarea autorităților moldovene de a introduce serviciul militar obligatoriu pentru coloniști în anul 1860. Ca urmare, în perioada 1861-1862, mai multe familii din sat s-au mutat în Taurida , stabilindu-se în apropiere de Marea Azov. Numărul populației din sat a scăzut în mod semnificativ, iar în 1880 locuiau doar 988 de persoane în 176 case .
În urma Tratatului de pace de la Berlin din 1878, România a fost constrânsă să cedeze Rusiei sudul Basarabiei. În perioada de până la primul război mondial, s-au intensificat nemulțumirile țăranilor săraci cauzate de lipsa pământului. La 10 ianuarie 1918, activiștii bolșevici au preluat conducerea în sat. S-au format gărzi roșii și s-a trecut la confiscarea pământurilor statului și chiaburilor și împărțirea acestora către țăranii săraci. Intervenția armatei române la 12 februarie 1918 a dus la înăbușirea rebeliunii bolșevice și la pacificarea localității.
După Unirea Basarabiei cu România la 27 martie 1918, satul Tașbunar a făcut parte din componența României, în Plasa Bolgrad a județului Ismail. Pe atunci, majoritatea populației era formată din bulgari, existând și o comunitate mică de români. La recensământul din 1930, s-a constatat că din cei 2.415 locuitori din sat, 2.333 erau bulgari (96.60%), 49 români (2.03%), 17 ruși (0.70%), 9 găgăuzi și 1 grec. La 1 ianuarie 1940, din cei 2.968 locuitori ai satului, 2.947 erau bulgari (99.29%), 14  români (0.47%) și 7 evrei (0,24%).
În perioada interbelică, satul s-a aflat în aria de interes a activiștilor bolșevici din URSS, aici existând un comitet revoluționar clandestin. Mai mulți săteni au participat la Răscoala de la Tatarbunar din 1924, organizată de bolșevicii din URSS.
Ca urmare a Pactului Ribbentrop-Molotov (1939), Basarabia, Bucovina de Nord și Ținutul Herța au fost anexate de către URSS la 28 iunie 1940. După ce Basarabia a fost ocupată de sovietici, Stalin a dezmembrat-o în trei părți. Astfel, la 2 august 1940, a fost înființată RSS Moldovenească, iar părțile de sud (județele românești Cetatea Albă și Ismail) și de nord (județul Hotin) ale Basarabiei, precum și nordul Bucovinei și Ținutul Herța au fost alipite RSS Ucrainene. La 7 august 1940, a fost creată regiunea Ismail, formată din teritoriile aflate în sudul Basarabiei și care au fost alipite RSS Ucrainene . Imediat după ocuparea Basarabiei, autoritățile sovietice au deportat mai multe familii de țărani chiaburi în Siberia.
În perioada 1941-1944, toate teritoriile anexate anterior de URSS au reintrat în componența României. Apoi, cele trei teritorii au fost reocupate de către URSS în anul 1944 și integrate în componența RSS Ucrainene, conform organizării teritoriale făcute de Stalin după anexarea din 1940, când Basarabia a fost ruptă în trei părți.
În anul 1947, autoritățile sovietice au schimbat denumirea oficială a satului din cea de Tașbunar în cea de Kamianka. În anul 1954, Regiunea Ismail a fost desființată, iar localitățile componente au fost incluse în Regiunea Odesa.
Începând din anul 1991, satul Tașbunar face parte din raionul Ismail al regiunii Odesa din cadrul Ucrainei independente. În prezent, satul are 3.478 locuitori, preponderent bulgari.

## Populație
1930: 2.415 (recensământ) 
1940: 2.968 (estimare)
2001: 3.478 (recensământ)